# العلاقات التشادية التنزانية
العلاقات التشادية التنزانية هي العلاقات الثنائية التي تجمع بين تشاد وتنزانيا.

## مقارنة بين البلدين
هذه مقارنة عامة ومرجعية للدولتين:
| وجه المقارنة                                              | تشاد                      | تنزانيا                        |
| --------------------------------------------------------- | ------------------------- | ------------------------------ |
| المساحة (كم2)                                             | 1.28 مليون                | 947.30 ألف                     |
| عدد السكان (نسمة)                                         | 15.23 مليون               | 57.31 مليون                    |
| الكثافة السكانية (ن./كم²)                                 | 11.9                      | 60.5                           |
| العاصمة                                                   | انجمينا                   | دودوما                         |
| اللغة الرسمية                                             | لغة فرنسية، اللغة العربية | اللغة السواحلية، لغة إنجليزية  |
| العملة                                                    | فرنك وسط أفريقي           | شيلينغ تانزاني                 |
| الناتج المحلي الإجمالي (بليون دولار)                      | 9.98 مليار                | 52.09 مليار                    |
| الناتج المحلي الإجمالي (تعادل القوة الشرائية) بليون دولار | 30.54 مليار               | 138.73 مليار                   |
| الناتج المحلي الإجمالي الاسمي للفرد دولار أمريكي          | 775                       | 878                            |
| الناتج المحلي الإجمالي للفرد دولار أمريكي                 | 2.18 ألف                  | 2.54 ألف                       |
| مؤشر التنمية البشرية                                      | 0.392                     | 0.521                          |
| رمز المكالمات الدولي                                      | +235                      | +255                           |
| رمز الإنترنت                                              | .td                       | .tz                            |
| المنطقة الزمنية                                           | ت ع م+01:00               | ت ع م+03:00، توقيت شرق أفريقيا |

## منظمات دولية مشتركة
يشترك البلدان في عضوية مجموعة من المنظمات الدولية، منها:
| علم المنظمة | اسم المنظمة                                 | تاريخ انضمام تشاد | تاريخ انضمام تنزانيا |
| ----------- | ------------------------------------------- | ----------------- | -------------------- |
|             | مؤسسة التنمية الدولية                       | 7 نوفمبر 1963     | 6 نوفمبر 1962        |
|             | يونسكو                                      | 19 ديسمبر 1960    | 6 مارس 1962          |
|             | وكالة ضمان الاستثمار متعدد الأطراف          | 11 يونيو 2002     | 19 يونيو 1992        |
|             | الأمم المتحدة                               | 20 سبتمبر 1960    | 14 ديسمبر 1961       |
|             | مجموعة دول أفريقيا والكاريبي والمحيط الهادئ | ?                 | ?                    |
|             | الاتحاد البريدي العالمي                     | ?                 | ?                    |
|             | البنك الدولي للإنشاء والتعمير               | 10 يوليو 1963     | 10 سبتمبر 1962       |
|             | الاتحاد الدولي للاتصالات                    | 25 نوفمبر 1960    | 31 أكتوبر 1962       |
|             | منظمة حظر الأسلحة الكيميائية                | ?                 | ?                    |
|             | مؤسسة التمويل الدولية                       | 2 أبريل 1998      | 10 سبتمبر 1962       |
|             | المركز الدولي لتسوية المنازعات الاستشارية   | 14 أكتوبر 1966    | 17 يونيو 1992        |
|             | منظمة التجارة العالمية                      | ?                 | 1995                 |
|             | منظمة الشرطة الجنائية الدولية               | ?                 | ?                    |
|             | الاتحاد الأفريقي                            | ?                 | 16 يناير 1964        |
|             | البنك الإفريقي للتنمية                      | ?                 | ?                    |

## وصلات خارجية
- موقع وزارة الخارجية التنزانية